# Tabernaemontana lorifera
Tabernaemontana lorifera là một loài thực vật có hoa trong họ La bố ma. Loài này được (Miers) Leeuwenb. miêu tả khoa học đầu tiên năm 1994.